# Dzierzkówek Stary
Dzierzkówek Stary (do 2011 Stary Dzierzkówek) – wieś w Polsce położona w województwie mazowieckim, w powiecie radomskim, w gminie Skaryszew. Ma status sołectwa. Obok miejscowości przepływa Modrzewianka, dopływ Iłżanki.
| SIMC    | Nazwa  | Rodzaj    |
| ------- | ------ | --------- |
| 0637370 | Pieńki | część wsi |

W latach 1975–1998 miejscowość administracyjnie należała do województwa radomskiego.
1 stycznia 2011 r. zmieniono urzędowo nazwę miejscowości z Stary Dzierzkówek na Dzierzkówek Stary.
Wierni Kościoła rzymskokatolickiego należą do parafii św. Jakuba Apostoła w Skaryszewie.